# Día tras día (álbum)
Día tras día es el quinto álbum del cantante colombiano Andrés Cepeda lanzado en toda Latinoamérica y España el 1 de diciembre de 2009.
Llegó  a la posición número uno en ventas en Colombia en poco tiempo. El primer sencillo de este álbum en Colombia, Perú, Ecuador y España fue "Día tras día". El álbum contó con la colaboración del cantautor cubano Amaury Gutiérrez, particularmente la pista "Enfermedad de ti" compuesta por él.

## Lista de canciones
| Día Tras Día |                         |                                   |          |  |
| N.º          | Título                  | Escritor(es)                      | Duración |  |
| 1.           | «Día Tras Día»          | Jorge Luis Piloto - Joel Enríquez | 04:05    |  |
| 2.           | «Enfermedad de Ti»      | Amaury Gutiérrez                  | 03:49    |  |
| 3.           | «Besos Usados»          | Paloma Ramírez - Alejo Martínez   | 03:54    |  |
| 4.           | «Bandida»               | Jorge Luis Piloto - Andrés Cepeda | 02:51    |  |
| 5.           | «Sombras»               | Rosario Sansores Pren             | 03:05    |  |
| 6.           | «Fallaste»              | Alfredo Nodarse                   | 03:46    |  |
| 7.           | «Así De Grande»         | Alexis Valdez                     | 03:51    |  |
| 8.           | «Faltarán»              | Gabriel Turbay                    | 03:13    |  |
| 9.           | «No Es Casual»          | Jorge Luis Piloto                 | 03:31    |  |
| 10.          | «Se Te Nota»            | Yasmil Marrufo                    | 03:38    |  |
| 11.          | «Hoy Como Tú»           | Alfredo Nodarse                   | 03:36    |  |
| 12.          | «Me Sacaste De La Casa» | José Rodríguez                    | 02:14    |  |
| 13.          | «Ya No Me Sabe igual»   | Alfredo Nodarse                   | 03:58    |  |
| 14.          | «Tanto Tanto»           | Alfredo Nodarse                   | 02:43    |  |
| 15.          | «Necesito»              | Iván Benavides                    | 06:17    |  |
| 51:31        |                         |                                   |          |  |

## Premios y nominaciones
El álbum fue nominado para los siguientes Premios Grammy Latinos 2009: Álbum del año: "Día Tras Día", Canción del Año: "Día Tras Día" (Yoel Henríquez y Jorge Luis Piloto, compositores), Mejor Álbum Vocal Pop Masculino: "Día Tras Día".